# Chaetarthriomyces
Chaetarthriomyces — рід грибів родини Laboulbeniaceae. Назва вперше опублікована 1931 року.

## Класифікація
До роду Chaetarthriomyces відносять 5 видів:
- Chaetarthriomyces coelostomalis
- Chaetarthriomyces crassappendicatus
- Chaetarthriomyces crassiappendicatus
- Chaetarthriomyces flexatus
- Chaetarthriomyces spiralis